# Sinaida Alexandrowna Krutichowskaja
Sinaida (Soja) Alexandrowna Krutichowskaja (russisch Зинаида (Зоя) Александровна Крутиховская; * 3. Oktoberjul. / 16. Oktober 1916greg. in Kargapolje; † 28. Dezember 1986 in Kiew) war eine sowjetische Geophysikerin und Hochschullehrerin.

## Leben
Krutichowskajas Vater, Sohn eines Kirchendieners, war Förster und wurde während es Großen Terrors 1937 zu 10 Jahren Besserungslagerhaft verurteilt. Krutichowskaja studierte am Bergbau-Institut Swerdlowsk (seit 2004 Uraler Staatliche Bergbau-Universität) mit Abschluss 1938. Darauf arbeitete sie im Uraler Geologie-Amt. Sie nahm am Deutsch-Sowjetischen Krieg teil.
1944 wurde Krutichowskaja Mitarbeiterin des Ukrainischen Geologie-Amtes in Kiew. Daneben lehrte sie 1945–1950 am Kiewer Technikum für Prospektion. 1945–1947 leitete sie die geophysikalische Untersuchung der Krementschuk-Magnetanomalie im Krywbas. 1954 leitete sie den geologischen Forschungsverbund.
1955 wechselte Krutichowskaja in das Institut der Geologischen Wissenschaften der Akademie der Wissenschaften der Ukrainischen Sozialistischen Sowjetrepublik (AN-USSR). 1961 wurde sie Mitarbeiterin des Instituts für Geophysik der AN-USSR und leitete das Erdmagnetfeld-Laboratorium. 1964 wurde sie Leiterin der Erdmagnetfeld-Abteilung. Krutichowskajas Forschungsgebiete waren das Erdmagnet- und Erdgravitationsfeld, die Tektonik und Tiefenstruktur des Ukrainischen Schildes und insbesondere der ukrainischen Eisenerz-Rajons sowie die Entwicklung der ukrainischen Eisenerzprovinz. 
1970 verteidigte sie mit Erfolg ihre Dissertation über die Tiefenstruktur und das Potential der ukrainischen Eisenerzprovinz für die Promotion zur Doktorin der geologisch-mineralogischen Wissenschaften.  1981 wurde sie wissenschaftliche Beraterin des Instituts.

## Ehrungen, Preise
- Ehrenzeichen der Sowjetunion
- Staatspreis der UdSSR im Bereich Wissenschaft und Technik (1972)[4]
- Verdiente Wissenschaftlerin der USSR (1979)